# پپکیو (هاوایی)
پپکیو (به انگلیسی: Pepeekeo) یک منطقهٔ مسکونی در ایالات متحده آمریکا است که در شهرستان هاوایی، هاوایی واقع شده‌است. پپکیو ۳٫۱ کیلومتر مربع مساحت و ۱٬۷۸۹ نفر جمعیت دارد و ۱۷۲ متر بالاتر از سطح دریا واقع شده‌است.